# Quảng Bình (pokrajina)
Pokrajina Quảng Bình (vietnamsko Tỉnh Quảng Bình), je ena od petih pokrajin, ki sestavljajo vietnamnsko deželo Bắc Trung Bộ. Meji na pokrajini Hà Tĩnh in Quảng Trị.
V pokrajini se nahajata narodni park Phong Nha-Ke Bang in Letališče Đồng Hới. V njej je bil rojen vietnamski general Võ Nguyên Giáp in več drugih znanih Vietnamcev.

## Večje občine
Glavno mesto je Đồng Hới, ostale večje občine so (podatki 31.12.2007):
- Đồng Hới
- Lệ Thủy
- Quảng Ninh
- Bố Trạch
- Quảng Trạch
- Tuyên Hóa